# Nyakagozi
Nyakagozi är ett periodiskt vattendrag i Burundi.   Det ligger i provinsen Bururi, i den centrala delen av landet, 70 km sydost om huvudstaden Bujumbura.
Omgivningarna runt Nyakagozi är en mosaik av jordbruksmark och naturlig växtlighet. Runt Nyakagozi är det ganska tätbefolkat, med 124 invånare per kvadratkilometer.